# Bič (Trebnje, Slovenija)
Bič je naselje u slovenskoj Općini Trebnju. Bič se nalazi u pokrajini Dolenjskoj i statističkoj regiji Jugoistočnoj Sloveniji. 

## Stanovništvo
Prema popisu stanovništva iz 2002. godine naselje je imalo 56 stanovnika.